# Chirols
Chirols [ʃiʁɔl] est une commune française, située dans le département de l'Ardèche en région Auvergne-Rhône-Alpes.

## Géographie

### Situation et description
Chirols se présente comme un petit village à l'aspect essentiellement rural dans un secteur de moyenne montagne de la communauté de communes Ardèche des Sources et Volcans, située dans le sud du département.

### Communes limitrophes
Chirols est limitrophe de cinq communes, toutes situées dans le département de l'Ardèche et réparties de la façon suivante :

### Climat
Pour des articles plus généraux, voir Climat d'Auvergne-Rhône-Alpes et Climat de l'Ardèche.
En 2010, le climat de la commune est de type climat méditerranéen franc, selon une étude du CNRS s'appuyant sur une série de données couvrant la période 1971-2000. En 2020, Météo-France publie une typologie des climats de la France métropolitaine dans laquelle la commune est exposée à un climat de montagne ou de marges de montagne et est dans la région climatique Sud-est du Massif Central, caractérisée par une pluviométrie annuelle de 1 000 à 1 500 mm, minimale en été, maximale en automne.
Pour la période 1971-2000, la température annuelle moyenne est de 11 °C, avec une amplitude thermique annuelle de 16,9 °C. Le cumul annuel moyen de précipitations est de 1 483 mm, avec 8,5 jours de précipitations en janvier et 5,1 jours en juillet. Pour la période 1991-2020, la température moyenne annuelle observée sur la station météorologique de Météo-France la plus proche, « Antraigues Sa », sur la commune de Vallées d'Antraigues - Asperjoc à 7 km à vol d'oiseau, est de 12,5 °C et le cumul annuel moyen de précipitations est de 1 556,3 mm,. Pour l'avenir, les paramètres climatiques de la commune estimés pour 2050 selon différents scénarios d'émission de gaz à effet de serre sont consultables sur un site dédié publié par Météo-France en novembre 2022.

### Hydrographie
Le territoire communal est bordé par la Fontolière (ou Fontaulière) longueur de 20,9 kilomètres, un affluent gauche de l'Ardèche, donc un sous-affluent du Rhône.

## Urbanisme

### Typologie
Au 1er janvier 2024, Chirols est catégorisée commune rurale à habitat dispersé, selon la nouvelle grille communale de densité à 7 niveaux définie par l'Insee en 2022.
Elle est située hors unité urbaine. Par ailleurs la commune fait partie de l'aire d'attraction d'Aubenas, dont elle est une commune de la couronne,. Cette aire, qui regroupe 68 communes, est catégorisée dans les aires de 50 000 à moins de 200 000 habitants,.

### Occupation des sols
L'occupation des sols de la commune, telle qu'elle ressort de la base de données européenne d’occupation biophysique des sols Corine Land Cover (CLC), est marquée par l'importance des forêts et milieux semi-naturels (87,2 % en 2018), une proportion sensiblement équivalente à celle de 1990 (86,6 %). La répartition détaillée en 2018 est la suivante :
forêts (67,9 %), milieux à végétation arbustive et/ou herbacée (19,3 %), prairies (7,1 %), zones agricoles hétérogènes (5,8 %).
L'évolution de l’occupation des sols de la commune et de ses infrastructures peut être observée sur les différentes représentations cartographiques du territoire : la carte de Cassini (XVIIIe siècle), la carte d'état-major (1820-1866) et les cartes ou photos aériennes de l'IGN pour la période actuelle (1950 à aujourd'hui).

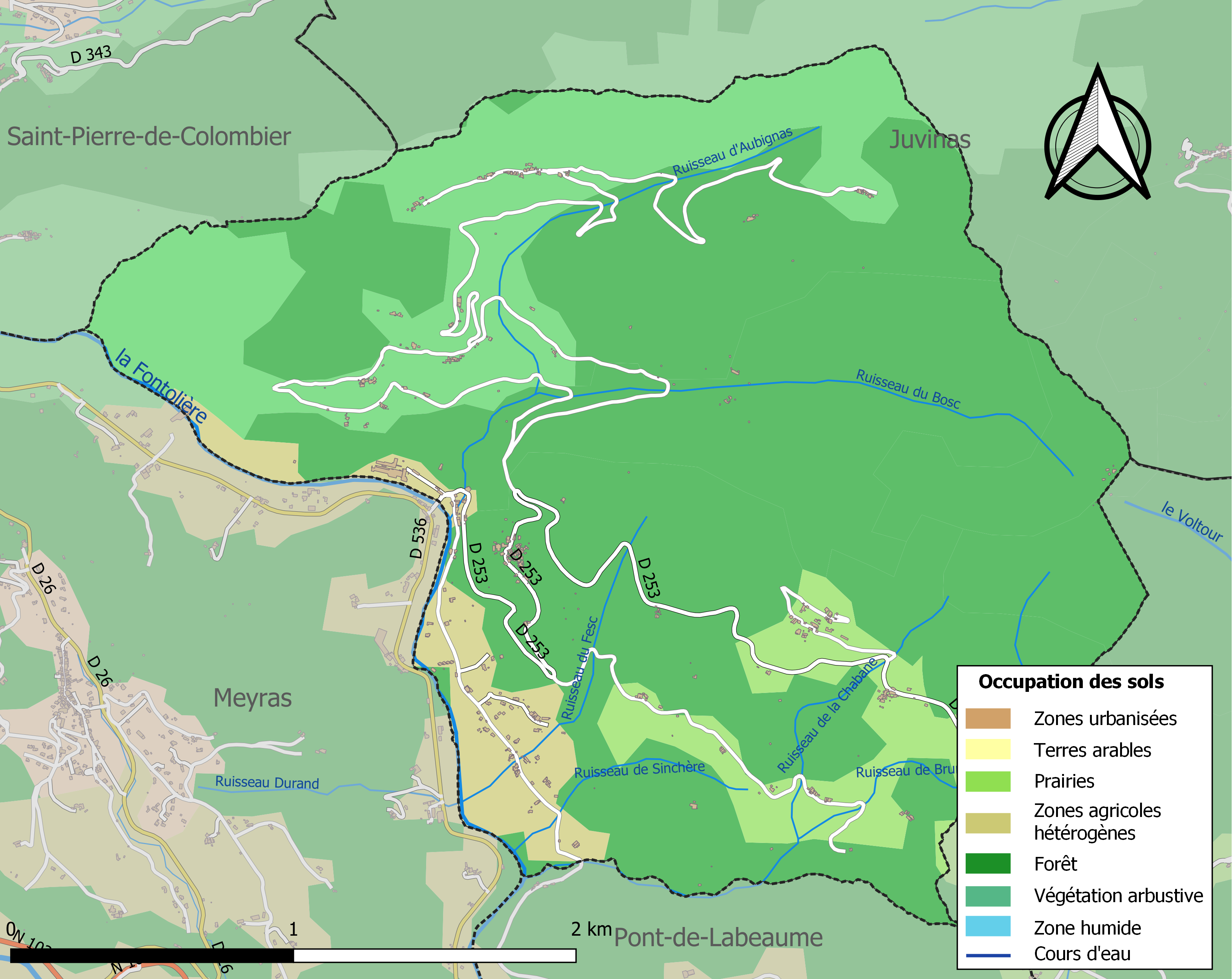
Carte des infrastructures et de l'occupation des sols de la commune en 2018 (CLC).

### Risques naturels

#### Risques sismiques
L'ensemble du territoire de la commune de Chirols est situé en zone de sismicité no 2 (sur une échelle de 5), comme la plupart des communes situées sur le plateau et la montagne ardéchoise et du massif cévenol.
| Type de zone | Niveau           | Définitions (bâtiment à risque normal) |
| ------------ | ---------------- | -------------------------------------- |
| Zone 2       | Sismicité faible | accélération = 1,1 m/s2                |

## Histoire
Alors simple hameau de Meyras, les habitants de Chirols font la demande d'une église qui fut construite en 1847, puis d'une école, construite en 1853. Chirols devient une commune détachée de la commune de Meyras en 1854.

## Politique et administration

### Liste des maires
| Période                                  | Période                   | Identité         | Étiquette | Qualité  |
| ---------------------------------------- | ------------------------- | ---------------- | --------- | -------- |
| Les données manquantes sont à compléter. |                           |                  |           |          |
| mars 1959                                | mai 1974                  | Jean Plantevin   |           |          |
| mars 1976                                | mars 2008                 | Yves Paganelli   | DVG       |          |
| mars 2008                                | juillet 2016              | Claude Etienne   | DVG       | Retraité |
| juillet 2016                             | En cours (au 6 août 2020) | Stéphane Ginevra |           |          |

## Population et société

### Démographie
L'évolution du nombre d'habitants est connue à travers les recensements de la population effectués dans la commune depuis 1861. Pour les communes de moins de 10 000 habitants, une enquête de recensement portant sur toute la population est réalisée tous les cinq ans, les populations de référence des années intermédiaires étant quant à elles estimées par interpolation ou extrapolation. Pour la commune, le premier recensement exhaustif entrant dans le cadre du nouveau dispositif a été réalisé en 2008.

En 2022, la commune comptait 270 habitants, en évolution de +8,43 % par rapport à 2016 (Ardèche : +2,48 %, France hors Mayotte : +2,11 %).
| 1861 | 1866 | 1872 | 1876 | 1881 | 1886 | 1891 | 1896 | 1901 |
| ---- | ---- | ---- | ---- | ---- | ---- | ---- | ---- | ---- |
| 822  | 772  | 684  | 821  | 845  | 905  | 688  | 689  | 679  |

| 1906 | 1911 | 1921 | 1926 | 1931 | 1936 | 1946 | 1954 | 1962 |
| ---- | ---- | ---- | ---- | ---- | ---- | ---- | ---- | ---- |
| 686  | 668  | 608  | 649  | 628  | 543  | 470  | 472  | 400  |

| 1968 | 1975 | 1982 | 1990 | 1999 | 2006 | 2008 | 2013 | 2018 |
| ---- | ---- | ---- | ---- | ---- | ---- | ---- | ---- | ---- |
| 358  | 316  | 273  | 223  | 257  | 256  | 256  | 263  | 234  |

| 2022 | - | - | - | - | - | - | - | - |
| ---- | - | - | - | - | - | - | - | - |
| 270  | - | - | - | - | - | - | - | - |

### Enseignement
La commune est rattachée à l'académie de Grenoble.

### Médias
Deux organes de presse écrite sont distribués dans la commune :
- L'Hebdo de l'Ardèche

Il s'agit d'un journal hebdomadaire français basé à Valence et diffusé à Privas depuis 1999. Il couvre l'actualité pour tout le département de l'Ardèche.
- Le Dauphiné libéré

Il s'agit d'un journal quotidien de la presse écrite française régionale distribué dans la plupart des départements de l'ancienne région Rhône-Alpes, notamment l'Ardèche. La commune est située dans la zone d'édition d'Aubenas, de Privas et de la vallée du Rhône.

### Cultes
La communauté catholique et l'église paroissiale (propriété de la commune) sont rattachées à la paroisse « Sainte Marie Rivier en Val d’Ardèche », elle-même rattachée au diocèse de Viviers.

## Culture locale et patrimoine

### Lieux et monuments
- Écomusée du moulinage, fondée par Yves Paganelli[24].
- Église Notre-Dame de Chirols.

### Personnalités liées à la commune
Yves Paganelli, maire de la ville de 1977 à 2008, a écrit une chanson intitulée « Chirols » qui décrit ce petit village de montagne.

### Héraldique
|  | Chirols possède des armoiries dont l'origine et le blasonnement exact ne sont pas disponibles. |